# Ralf Törngren
Ralf Johan Gustaf Törngren, (né le 1er mars 1899 à Oulu et mort le 16 mai 1961 à Turku), est un homme d'État finlandais, membre du Parti populaire suédois (SFP/RKP),,.

## Carrière politique
Il est Premier ministre du 5 mai au 20 octobre 1954.
- 1944-1945, Ministre des affaires sociales (Paasikivi II)
- 1945-1948,  Ministre des finances (Paasikivi III)[3]
- 1950-1951, Ministre des affaires sociales (Kekkonen I)
- 1951, Vice-ministre des finances (Kekkonen II)
- 1951-1952, Ministre des affaires sociales (Kekkonen III)
- 1952-1953, Vice-ministre des Affaires étrangères (Kekkonen III)
- 1953-1954,  Ministre des affaires étrangères  (Kekkonen IV)[3]
- 1954 Premier ministre (Törngren)
- 1956-1957,  Ministre des affaires étrangères (Fagerholm II)
- 1959-1961,  Ministre des affaires étrangères (Sukselainen II)
- 1959-1961, Vice-Premier ministre (Sukselainen II)[3]